# علي آذري كركي
علي آذري كركي (بالفارسية: علی آذری) هو لاعب كرة قدم إيراني في مركز الهجوم، ولد في 2 يونيو 1977 في إيران. لعب مع نادي ستيل آذين ونادي كهر دورود لرستان.